# モーガン・フィッシャー
モーガン・フィッシャー（Morgan Fisher、1950年1月1日 - ）は、イングランドのキーボード奏者、作曲家、ミュージシャンである。モット・ザ・フープルにも在籍した。
シンセサイザーを使用した曲を作曲・演奏することが多い。ゆったりとしたテンポの曲が多く、ヒーリングミュージックの作家としても知られている。日本に在住し、CM曲の作曲も手掛けた。

## 来歴
ロンドン出身。オルガン奏者としてキャリアをスタートした。
- 1966年にソウル・サバイバーズへ加入。ソウル・サバイバーズは1967年、ラブ・アフェアーへと改名し、1968年に「エバーラスティング・ラブ」をヒットさせた[注釈 1]。
- 1972年 - クイーンの前身であるスマイルの元メンバーだったティム・スタッフェル（ベース、ボーカル）らとプログレッシブ・ロック・バンドのモーガンを結成[2]。またモット・ザ・フープルのサポートメンバーとして活動する。
- 1972年から1973年にかけての短期間、サード・イアー・バンドに在籍。
- 1974年 - モット・ザ・フープルの正式メンバーとなる。「ロックンロール黄金時代」がイギリスや日本でもヒットした。
- 1978年 - ロンドンにてスタジオ&レコード・レーベルの「パイプ・ミュージック」を設立。
- 1982年 - クイーンのヨーロッパ・ツアーにサポート・キーボーディストとして参加[注釈 2]。
- 1985年 - 日本へ拠点を移す。最初の頃は英語の先生やYAMAHAシンセサイザーの広告カタログのキャッチコピーのコピーライターなどをしながら、インディーズレーベルから2枚のアルバムをリリース[3]。ハンドメイド・スタジオを設立。映画やテレビ番組の音楽を制作。
- 1990年 - ジョン・レノンの楽曲のカヴァー・アルバム『エコーズ・オブ・レノン』発表。オノ・ヨーコがゲスト参加。
- 1992年 - アニメ『アップフェルラント物語』の音楽を担当。
- 1994年 - THE BOOMのアルバム『極東サンバ』に参加。
- 1996年 - 世界初のモット・ザ・フープルのトリビュート・アルバム『MOTH POET HOTEL』を企画、プロデュース。
- 1997年 - ヒートウェイヴに正式メンバーとして加入して1999年まで在籍。『TOKYO CITY MAN』、『月に吠える』に参加。
- 1998年 - おおたか静流のアルバム『HOME』に参加。
- 2007年 - 映画『神童』にピアニスト役で出演。同年公開。
- 2015年 - モット・ザ・フープルの同僚だったイアン・ハンターの日本公演にゲスト出演。
- 2018年 - ハンター、アリエル・ベンダー（ルーサー・グロヴナー）と共にモット・ザ・フープルを再結成し、スペインのAzkena Rock Festival、イングランドのRamblin' Man Fairに出演[4]。スウェーデンでも公演した。
- 2019年 - モット・ザ・フープルのアメリカ・ツアー（8公演）とイギリス・ツアー（6公演）を行う。

## ディスコグラフィ

### ソロ・アルバム
- Centuri Maya Nexus (1973年) ※EP
- 『ハイブリッド・キッズ』 - Hybrid Kids - A Collection Of Classic Mutants (1979年)
- 『聖・クラウズ』 - Claws: The Christmas Album (1980年) ※ハイブリッド・キッズ名義。「聖」に「サンタ」のルビ
- 『スロー・ミュージック』 - Slow Music (1980年) ※Lol Coxhill/Morgan Fisher名義
- 『シーズンズ』 - Seasons (1983年)
- Play Loud / Play Quiet (1983年) ※Morgan Fisher/John White名義
- Ivories (1984年)
- 『ルック・アット・ライフ』 - Look At Life (1984年)
- 『気まぐれなサティ』 - Inside Satie (1985年)
- 『ウォーター・ミュージック』 - Water Music (1985年)
- 『フロー・オーヴァー・フロー』 - Flow Overflow (1987年)
- 『ライフ・アンダー・ザ・フロア』 - Life Under The Floor: Soundtrack to "Twilight of the Cockroaches" (1987年) ※映画『ゴキブリたちの黄昏』サントラ
- 『都市生活者のための音楽』 - Peace in the Heart of the City (1988年)
- Outer Beauty, Inner Mystery (1989年)
- 『エコーズ・オブ・レノン』 - Echoes of Lennon (1990年)
- 『re-lax 転換』 - Re-Lax (1992年)
- 『re-fresh 展開』 - Re-Fresh (1992年)
- 『リ・チャージ』 - Re-Charge (1992年)
- 『リ・バランス』 - Rebalance (1994年)
- 『リフレッシュ』 - Refresh (new version) (1995年)
- 『リラックス』 - Relax (new version) (1996年)
- 『リチャージ』 - Recharge (new version) (1996年)
- 『都市生活者のための音楽II』 - Peace in the Heart of the City (new version) (1997年)
- 『都市生活者のための音楽III フラワーミュージック』 - Flower Music (1998年)
- 『リ・ミックス』 - Remix (remixed selections from Re series) (1999年)
- Neverless (2005年) ※Roedelius & Morgan Fisher名義
- 『NON MON-Morgan Fisher CM Works-』 - Non Mon (2009年)
- The Great White Obi (2011年)
- 『ハートの詩神 ―ハートを開くための音楽―』 - Heartmuse (2014年)

#### コンピレーション・アルバム
- 『ミニチュアーズ』 - Miniatures: A Sequence of Fifty-One Tiny Masterpieces (1980年)
- 『エコーズ・オブ・ア・シティ・ライフ』 - Echoes of a City Life (1998年) ※『Life Under The Floor』『Peace in the Heart of the City』『Echoes of Lennon』からのセレクト
- 『ミニチュアーズ2』 - Miniatures 2: A Sequence of Sixty Tiny Masterpieces (2000年)

### ラヴ・アフェアー
- 『エヴァーラスティング・ラヴ・アフェアー』 - The Everlasting Love Affair (1968年)
- New Day (1971年) ※LA名義

### モーガン
- 『ノヴァ・ソリス』 - Nova Solis (1972年)
- 『ブラウン・アウト』 - Brown Out (1976年) ※1973年録音。CD再発の際に『The Sleeper Wakes』と改題したヴァージョンもある。

### モット・ザ・フープル
- 『ロックンロール黄金時代』 - The Hoople (1974年)
- 『華麗なる煽動者 - モット・ライブ』 - Mott The Hoople Live (1974年)

### モット
- 『ドライブ・オン』 - Drive On (1975年)
- 『華麗なる襲撃者』 - Shouting and Pointing (1976年)

### ブリティッシュ・ライオンズ
- 『ブリティッシュ・ライオンズ』 - British Lions (1978年)
- 『トラブル・ウィズ・ウーマン』 - Trouble With Women (1980年)

### with Portmanteau
- 『PORTMANTEAU』 - Portmanteau (2013年) ※木村達司（dip in the pool）、安田寿之（元Fantastic Plastic Machine）とのコラボレーション

### Tom Guerra
- All of the Above (2014年)
- Trampling Out the Vintage (2016年)
- American Garden (2018年)